# Bukarester Börse
Die Bukarester Börse (BVB, rumänisch: Bursa de Valori București) ist eine Wertpapierbörse mit Sitz in Bukarest, der Hauptstadt  Rumäniens. Die Börse hält eine enge Kooperation mit der Wiener Börse; beide teilen unter anderem Systeme und Infrastrukturen.

## Geschichte
Die Anfänge der Bukarester Börse gehen auf das Jahr 1882 zurück, als durch die Bukarester Handelskammer eine Börse gegründet wurde. Damals gab es 21 Wertpapiere, darunter 6 Aktien und die Börse wurde auch für den Handel von anderen einfachen Finanzdienstleistungen genutzt.
Die Handelsaktivität war relativ niedrig, bis der Handel 1916, dem Jahr des rumänischen Eintritts in den Ersten Weltkrieg, eingestellt wurde. Nach dem Krieg wurde die Börse wieder geöffnet und Handel und Marktkapitalisierung stiegen schnell. Das starke Wachstum wurde erst von Verkehrs- und Bankaktien getragen, ab 1925 von Aktien der Ölgesellschaften, die über 75 % des Handelsumsatzes auf sich vereinten.
Mit dem Beginn der Weltwirtschaftskrise 1929 fielen die Aktien stark und erreichten 1932 ihr niedrigstes Niveau. Ab 1933 erholte sich die Börse und erreichte 1939 gemessen an Kursen und Handelsvolumen den höchsten Stand der Zwischenkriegszeit. Während des Zweiten Weltkriegs blieb die Börse geöffnet, die Umsätze stiegen sogar.
Durch die Machtergreifung der Kommunistischen Partei in Rumänien 1945 wurde der gesamte Finanzsektor verstaatlicht und das Börsensystem abgeschafft.
Am 21. April 1995 wurde die Börse im Gebäude der Bank von Rumänien erneut gegründet und ab dem 20. November wurden wieder Aktien gehandelt.
Im Jahr 2017 fusionierte die BVB mit der SIBEX.

## Indizes
Der bedeutendste heutige Börsenindex in Bukarest ist der BET-20 und der mit der Wiener Börse geführte ROTX.

## Mitgliedschaften
Die Börse ist Mitglied in:
- Federation of Euro-Asian Stock Exchanges[4]
- Federation of European Securities Exchanges[5]
- Sustainable Stock Exchanges Initiative